# Lista de condes d'Eu
Conde d'Eu é um título francês cuja importância e designação variou a cada criação. Remonta ao condado de Eu da Idade Média, onde hoje se encontra a comuna francesa de Eu.

## Casa de Normandia
- 996–1015 Godofredo de Brionne, filho do duque Ricardo I de Normandia.
- 1015–1040 Gilberto de Brionne, filho do anterior.
- 1040–1058 Guilherme I, filho do duque Ricardo.
- 1058–1080 Guilherme II, filho do anterior.
- 1080–1091 Roberto I, lorde de Hastings, filho do anterior.
- 1091–1140 Guilherme III, lorde de Hastings, filho do anterior.
- 1140–1170 João, lorde de Hastings, filho do anterior.
- 1170–1191 Henrique, lorde de Hastings, filho do anterior.
- 1191–1246 Alice, filha do anterior.

## Casa de Lusignan
- 1197–1246 Raul I de Lusignan, senhor de Exoudun, marido de Alice d'Eu.
- 1246–1250 Raul II de Lusignan, senhor Exoudun, filho do anterior.
- 1250–1260 Maria de Lusignan, filha do anterior.

## Casa de Brienne[1]
- 1250–1260 Afonso de Brienne, marido de Marie d'Eu (1227), e filho de João de Brienne e de Berengária de Castela; morto em 1270.
- 1260–1294 João I, filho do anterior.
- 1294–1302 João II, conde de Guînes, filho do anterior.
- 1302–1344 Raul III, conde de Guînes, condestável de França, filho do anterior.
- 1344–1350 Raul IV, filho do anterior.

Raul IV foi acusado de traição em 1350, e teve seu condado confiscado, o qual foi dado a João de Artois.

## Casa de Artois
- 1352–1387 João de Artois (1321 – 1387), filho de Roberto III de Artois e de Joana de Valois.
- 1387–1387 Roberto de Artois (1356–1387), filho do anterior.
- 1387–1397 Filipe de Artois (1357–1397), irmão do anterior.
- 1397–1472 Carlos de Artois (1394–1472), filho do anterior.

## Casa de Borgonha-Nevers
- 1472–1491 João (1415–1491), conde de Nevers, conde de Rethel, sobrinho do anterior, filho de Filipe de Borgonha e de Bona de Artois. Avô materno de Joaquim II, duque de Cleves e de Engelberto de Nevers.

## Casa de Cleves
- 1492–1506 Engelberto de Cleves, neto do anterior.
- 1506–1521 Carlos de Cleves.
- 1521–1561 Francisco I de Cleves.
- 1561–1562 Francisco II de Cleves.
- 1562–1564 Jaime de Cleves.
- 1564–1633 Catarina de Cleves, casada em primeiras núpcias com Antônio III de Croÿ, príncipe de Porcien, e em segundas com Henrique I, Duque de Guise.

## Casa de Guise
- 1633–1640 Carlos de Guise, filho da anterior.
- 1640–1654 Henrique II de Guise.
- 1654 Luís de Joyeuse.
- 1654–1660 Luís José de Guise.

Em 1660, Luís José de Guise vendeu Eu à duquesa de Montpensier.

## Casa de Montpensier
- 1660–1681 Ana, duquesa de Montpensier

Em 1681, Ana de Montpensier vendeu Eu ao duque de Maine.

## Casa de Bourbon
- 1681–1736 Luis Augusto de Bourbon, duque de Maine
- 1736–1755 Luís Augusto de Bourbon, príncipe de Dombes
- 1755–1775 Luís Carlos de Bourbon, conde d'Eu
- 1775–1793 Luís João Maria de Bourbon, Duque de Penthièvre
- 1793–1821 Luísa Maria Adelaide de Bourbon-Penthièvre, casada com Luís Filipe II, duque de Orleães

## Casa de Orleães
Título recriado por Luís Filipe I de França, duque de Orleães, em benefício de seu neto. A partir de então, o título passou a designar o primogênito do duque de Orleães.
- 1842–1922 D. Luís Filipe Gastão d'Orléans, neto da anterior, casou-se com D. Isabel Leopoldina de Bragança, princesa imperial do Brasil.
- 1974– Foulques d'Orléans, duque de Aumale. Filho de Jacques Jean Jaroslaw Marie d'Orléans, duque de Orleães, e neto de D. Isabel Maria Amélia de Orléans e Bragança.